# Sergio Tagliapietra
Sergio Tagliapietra, noto anche con lo pseudonimo di Ciaci (Burano, 6 marzo 1935 – Venezia, 7 ottobre 2022), è stato un canottiere italiano.
Incoronato come uno dei sette re del remo, è considerato fra i più grandi vogatori alla veneta. Prese parte a due olimpiadi.

## Biografia
Figlio di pescatori, si mise in mostra quando, quasi diciottenne, riuscì a superare con la propria barca da lavoro a un remo carica di attrezzature da pesca, alcuni giovani vogatori di Burano che si allenavano sui pupparini: fu così iscritto alla regata degli esordienti a Venezia, vincendola con un tale distacco che inizialmente fu scambiato per un intruso dai giudici. Partecipò quindi di diritto alla successiva regata di Murano su gondole a un remo, riuscendo a battere i grandi campioni Strigheta, Italo Vianello "Crea", Gigi Seno "Bota" e Rico Uccelli.
Nel 1955, durante il servizio militare di leva svolto nella Marina militare italiana, iniziò a praticare il canottaggio, vestendo più volte la maglia azzurra della Nazionale di canottaggio dell'Italia e primeggiando in varie regate nazionali e internazionali. Fece parte dell'equipaggio italiano del canottaggio a otto alle Olimpiadi di Melbourne del 1956 (8º posto) e alle Olimpiadi di Tokyo del 1964 (6º posto).
Tagliapietra vinse 14 edizioni della Regata storica di Venezia (categoria gondolini) e 13 volte la Regata delle Antiche Repubbliche Marinare, oltre ad altre numerose competizioni.
Si trasferì a Pellestrina, dove sposò Giuseppina Fongher, da cui ebbe le figlie Maria Vittoria e Isabella.

## Opere
- Sergio Tagliapietra Ciaci, Una vita per il remo: storie di voga alla veneta, di canottaggio e di pesca in laguna, a cura di Antonio Padovan, Caselle di Sommacampagna, Cierre, 2001, ISBN 88-8314-090-7.